# Ла Којотера (Санта Ана)
Ла Којотера (шп. La Coyotera) насеље је у Мексику у савезној држави Оахака у општини Санта Ана. Насеље се налази на надморској висини од 1560 м.

## Становништво
Према подацима из 2005. године у насељу је живело 12 становника.

### Хронологија
| Година       | 2000         | 2005 |
| ------------ | ------------ | ---- |
| Становништво | 70 (34 / 36) | 12   |

### Попис
| # | Индикатор                        | Вредност |
| - | -------------------------------- | -------- |
| 1 | Укупно појединачних домаћинстава | 2        |